# الهيئة العامة للموانئ السعودية
الهيئة العامة للموانئ هي وكالة حكومية تشرف على الموانئ السعودية. تأسست في العام 1976 كوكالة مستقلة، حيث كانت تعمل على تنظيم عمليات الموانئ. ومع مرور الوقت انتقلت إلى التشغيل الفعلي حيث قامت الدولة على عمل عقود مع شركات تعمل على تشغيل الموانئ. بحسب تقرير التنافسية العالمي 2019 تحتل المملكة المرتبة الـ40 في مؤشر كفاءة خدمات الموانئ متقدمة أربع نقاط عن السنة السابقة.

## نبذة
كانت الھیئة تعمل على تنظیم عملیات الموانئ إلى أن صدرالأمر السامي الكریم عام 1997م، بإسناد جمیع أعمال تشغیل وصیانة وإدارة الأرصفة والمعدات التابعة للموانئ السعودیة وفقاَ للمرتكزات المتضمنة استمرار ملكیة الدولة للموانئ والمنشآت وبقاء دورھا الإشرافي، وأعطاء حوافز للقطاع الخاص للاستثمار في المعدات والتجھیزات، وإدارة العمل بأسلوب تجاري یوفر مزیًدا من الخدمات بكفاءة
عالیة.

## التسمية
صدر قرار مجلس الوزراء في عام 2018م بتعدیل اسم «المؤسسة العامة للموانئ» إلى «الھیئة العامة للموانئ» والمواَفقة على تنظیمھا، لتكون بذلك ھیئة عامة مستقلة مالیاً وإداریاً، تمارس أعمالھا على أسس تجاریة، مع منح مجلس إدارتھا دوراً أكبر من خلال توسیع صلاحیاتھا لتطویر أنظمة العمل في الموانئ.

## تاريخ الهيئة العامة للموانئ
في عام 1976 تأسست (المؤسسة العامة للموانئ) وعُنيت بتشييد الموانئ السعودية وإدارتها وتشغيلها، للإسهام في تطوير أعمال التجارة البحرية الإقليمية والدولية والتي تتخذ من منافذ السعودية البحرية ممرا لها، أو منصات للتصدير والاستيراد. وتهيئة البنى التحتية لها لتتمكن من استقبال وسائل النقل البحرية المتطورة. إلى جانب تيسير خدمات نقل الركاب خاصة في مواسم الحج والعمرة. تزايد عدد الموانئ السعودية حتى بلغت 9 موانئ متنوعة ما بين تجارية وصناعية وميناء خاص بالتعدين. وتتم في موانئ السعودية مناولة 95% من صادرات وواردات السعودية باستثناء النفط الخام. ويشكل ذلك ما نسبته 61% من حركة البضائع في دول مجلس التعاون الخليجي، إلى جانب استقبالها الحصة الأكبر من الصادرات والواردات في العالم بواقع أكثر من 160 مليون طن من الصادرات والواردات سنويا.

### الخصخصة
لما زادت الحاجة لمواكبة التطورات في معايير النقل البحري العالمي، وما يترتب على ذلك من زيادة لمساحات الحاويات والسفن، وتفعيل التقنيات الحديثة في هذا المجال والاستزادة من المعدات اللازمة، عملت الحكومة السعودية على زيادة ميزانية الهيئة إلى جانب القرار بتخصيص قطاع الموانئ، وذلك في عام 1996. وهو أول قطاع يتم تخصيص خدماته في السعودية. الأمر الذي ساهم في تحول موانئ السعودية لكيانات اقتصادية مستقلة لمساندة الاقتصاد الوطني السعودي.

### التحول إلى الهيئة العامة للموانئ
تحولت المؤسسة العامة للموانئ إلى الاسم الحالي (الهيئة العامة للموانئ) بقرار صادر عن مجلس الوزراء السعودي في عام 2017. صاحب هذا القرار تحولها إلى هيئة عامة ذات استقلال مالي وإداري، إلى جانب توسيع صلاحيات مجلس إدارة الهيئة لتطوير أنظمة العمل في الموانئ السعودية.

##### أول تجربة للربط اللوجستي بين المنافذ البحرية والجوية
بدأت الهيئة العامة للموانئ "موانئ" بالتعاون مع "الهيئة العامة للطيران المدني"، و"هيئة الزكاة والضريبة والجمارك" في السعودية، مراحل تفعيل مذكرة التفاهم التي جرى توقيعها بين الجهات الثلاث للتعاون في تفعيل مجال الربط اللوجستي بين المنافذ البحرية والجوية، خلال العام الجاري 2023م، بهدف تسهيل عبور الشحنات البحرية من خلال الوسائط متعددة للترانزيت، وربطها بالمنافذ الجوية.
وشهد ميناء جدة الإسلامي، تطبيق أول تجربة ناجحة للربط اللوجستي، من خلال تطبيق خدمة العبور المقدمة من هيئة الزكاة والضريبة والجمارك وفق أفضل التقنيات والمعايير الحديثة لتتبع الشحنات وتسهيل إجراءات فسح الشحنات، حيث قامت شركة "DSV اللوجستية" بنقل شحنة تجارية من الميناء إلى مطار الملك عبدالعزيز الدولي بجدة بنظام الترانزيت، وتم مناولتها بمطار الملك عبدالعزيز الدولي من قبل شركة "سال السعودية للخدمات اللوجستية"، ونقلها جوًا عبر أسطول شركة الخطوط السعودية للشحن إلى وجهتها النهائية.
وتهدف التجربة إلى تعزيز الخدمات والمقومات اللوجستية لضمان الربط اللوجستي المتكامل بين المنافذ البحرية والجوية في المملكة، واستثمار المقومات والبنية المتطورة بالموانئ، التي تتمثل وتتميز بموقع المملكة الجغرافي والتي تربط القارات الثلاث آسيا وأوروبا وأفريقيا واستخدام كافة المرافق والمنافذ، إضافة إلى الموقع الاستراتيجي الذي يتميز به ميناء جدة الإسلامي بتمركزه على خط الملاحة العالمية، ليكون الميناء الأول على ساحل البحر الأحمر بمجال التجارة البحرية العابرة ومسافنة الحاويات والبضائع.

## الأهداف
- ضمان بیئة تنظیمیة وتجاریة فعالة وموثوقة.
- تعزیز الطابع التنظیمي للھیئة ونموذجھا التشغیلي.
- تمكین النمو والابتكار في النظام البیئي البحري للمملكة.

## الموانئ
الهيئة العامة للموانئ السعودية تشرف على الموانئ السعودية الرئيسية التالية:
- ميناء جدة الإسلامي.
- ميناء جازان.
- ميناء الملك فهد الصناعي بينبع.
- ميناء ينبع التجاري.
- ميناء ضباء.
- ميناء الملك عبد العزيز.
- ميناء رأس الخير.
- ميناء رأس تنورة.
- ميناء الملك فهد الصناعي بالجبيل.
- ميناء الجبيل التجاري.

## خدمات وتجهيزات الموانئ
تقدم الهيئة خدمات التدريب والصيانة والأمن والسلامة، وقاعدة للبيانات إلى جانب خدمة إعادة التصدير والبضائع العابرة. كما جُهزت الموانئ السعودية بـ 214 رصيف، إضافة إلى أبراج المراقبة والمساعدات الملاحية التي يصل عددها إلى 1201 علامة تعمل بالطاقة الشمسية لإرشاد السفن. وصالات للركاب ومعدات متطورة تخدم السفن المتطورة، ومجمعين خاصين بإصلاح السفن.

### التجهيزات

#### الأرصفة
تحتوي موانئ السعودية على 214 رصيف مشكلة أكبر شبكة موانئ في الشرق الأوسط، 147 رصيف منها تقع ضمن الموانئ التجارية، و 67 للموانئ الصناعية. وتتم إدراتها على هيئة محطات مستقلة تتبعها الأرصفة، شاملة الساحات والمعدات ومراكز الصيانة والمستودعات. وتشمل محطات الحاويات، محطات البضائع العامة، محطات البضائع الباردة والمجمدة، محطات البضائع السائبة، محطات المواشي الحية، ومحطات سفن الدحرجة.

#### أبراج المراقبة
بالاعتماد على معايير السلامة العالمية تحتوي موانئ السعودية على أبراج مراقبة مجهزة بالتقنيات الحديثة، إضافة إلى المساعدات الملاحية لإرشاد السفن على المداخل البحرية وقنوات الاقتراب منها. والتي يصل عددها إلى 1201 علامة تعمل جميعها بالطاقة الشمسية.

#### مجمعات الصيانة
يوجد في ميناء جدة الإسلامي وميناء الملك عبد العزيز بالدمام مجمعين لصيانة وإصلاح السفن وصناعتها.

### الخدمات

#### إعادة التصدير
تقدم موانئ السعودية خدمة استيراد البضائع برسم إعادة التصدير، من خلال تخزين البضائع في ساحات لإعادة التصدير في ميناء جدة الإسلامي وميناء الملك عبد العزيز بالدمام، وتعاد تعبئة البضائع وإعادة تصديرها أو إدخالها للسوق المحلية.

#### البضائع العابرة
تقدم هذه الخدمة في كل من ميناء جدة الإسلامي، ميناء الجبيل التجاري وميناء الملك عبد العزيز بالدمام، حيث تفرغ فيها البضائع التي لا تكون وجهتها النهائية في السعودية، لتعبرها نحو الدولة المقدر وصولها إليها.

#### قاعدة البيانات
يتم إعداد قاعدة بيانات مفصلة عن نشاطات الموانئ السعودية، تشمل إحصاءات عن حركة السفن وكميات البضائع الواردة والصادرة، وهي تنشر شهريا وسنويا باللغتين العربية والانجليزية.

#### التعرفة
تطبق على الوكلاء الملاحيين والمستوردين، والمصدرين المتعاملين مع موانئ السعودية تعرفة موحدة مقابل الخدمات المقدمة لهم، وتراعى فيها المعدلات التي تتقاضاها الموانئ العالمية.

#### التدريب
أنشأت الهيئة مركزين للتدريب في مينائي جدة الإسلامي والملك عبد العزيز بالدمام، تقدم من خلالهما برامج تدريبية في مجالات الغوص والإرشاد البحري، قيادة القطع البحرية، مناولة البضائع والصيانة.

## معرض الصور

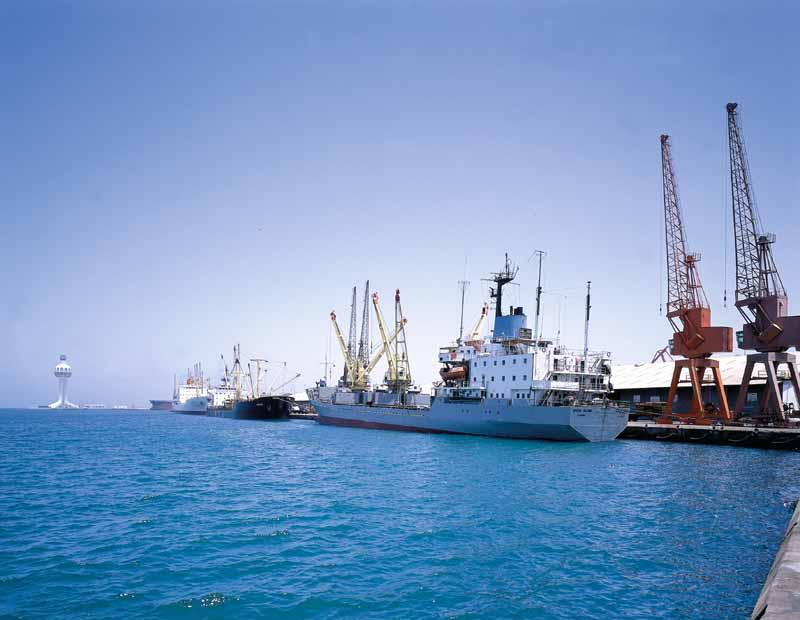
ميناء جدة الإسلامي
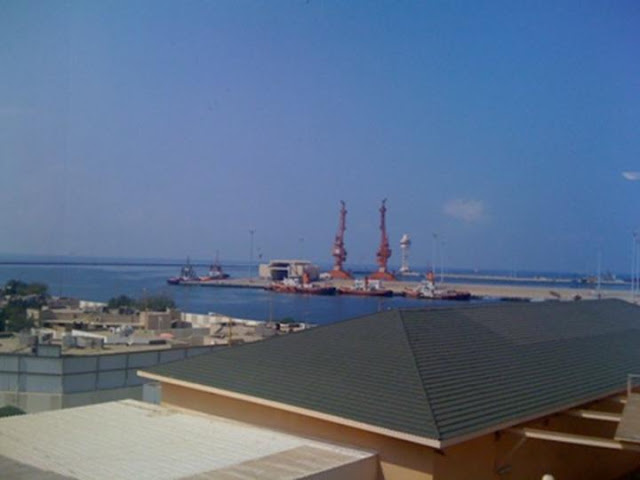
ميناء جازان
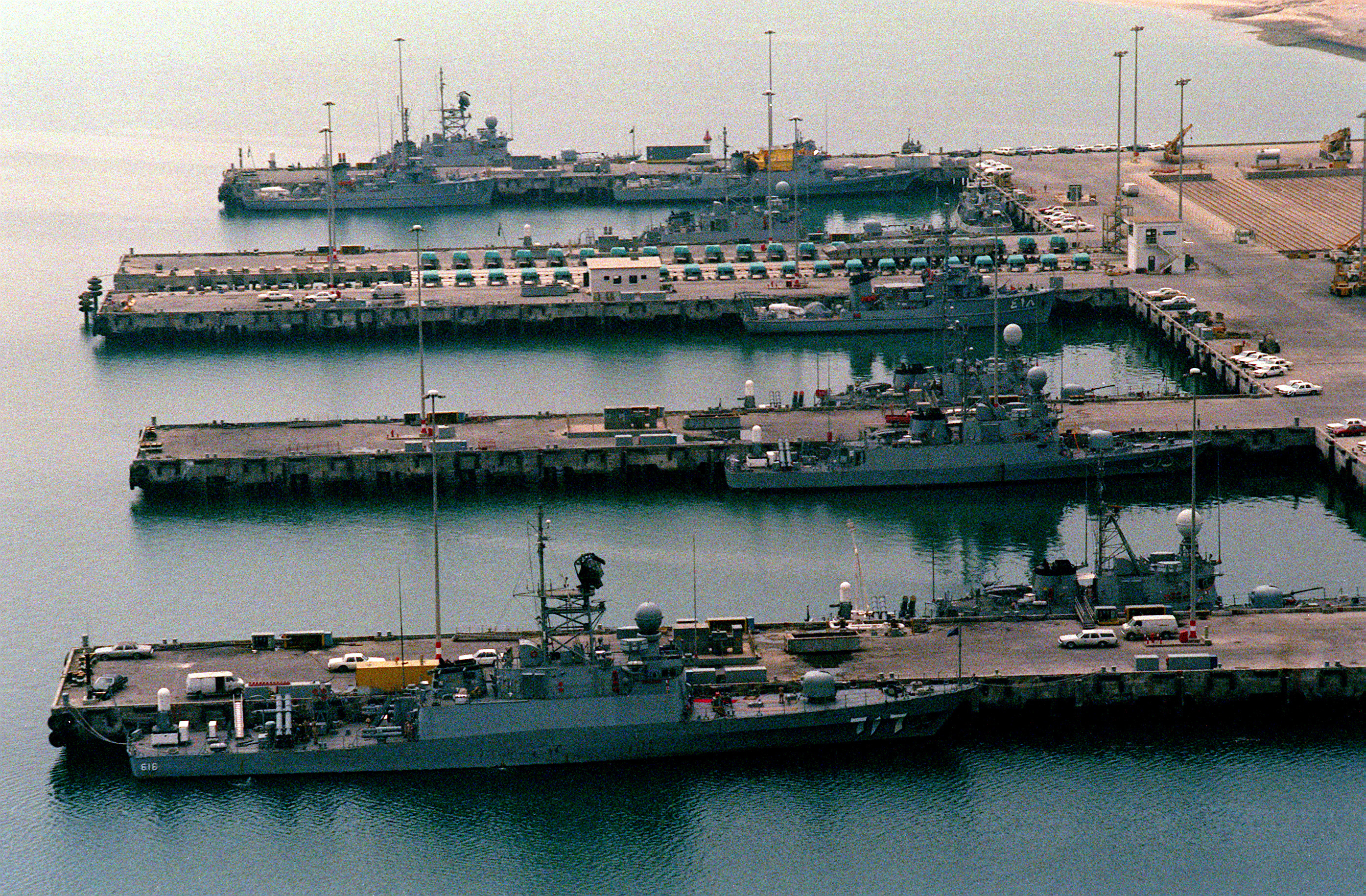
ميناء الملك فهد الصناعي بالجبيل
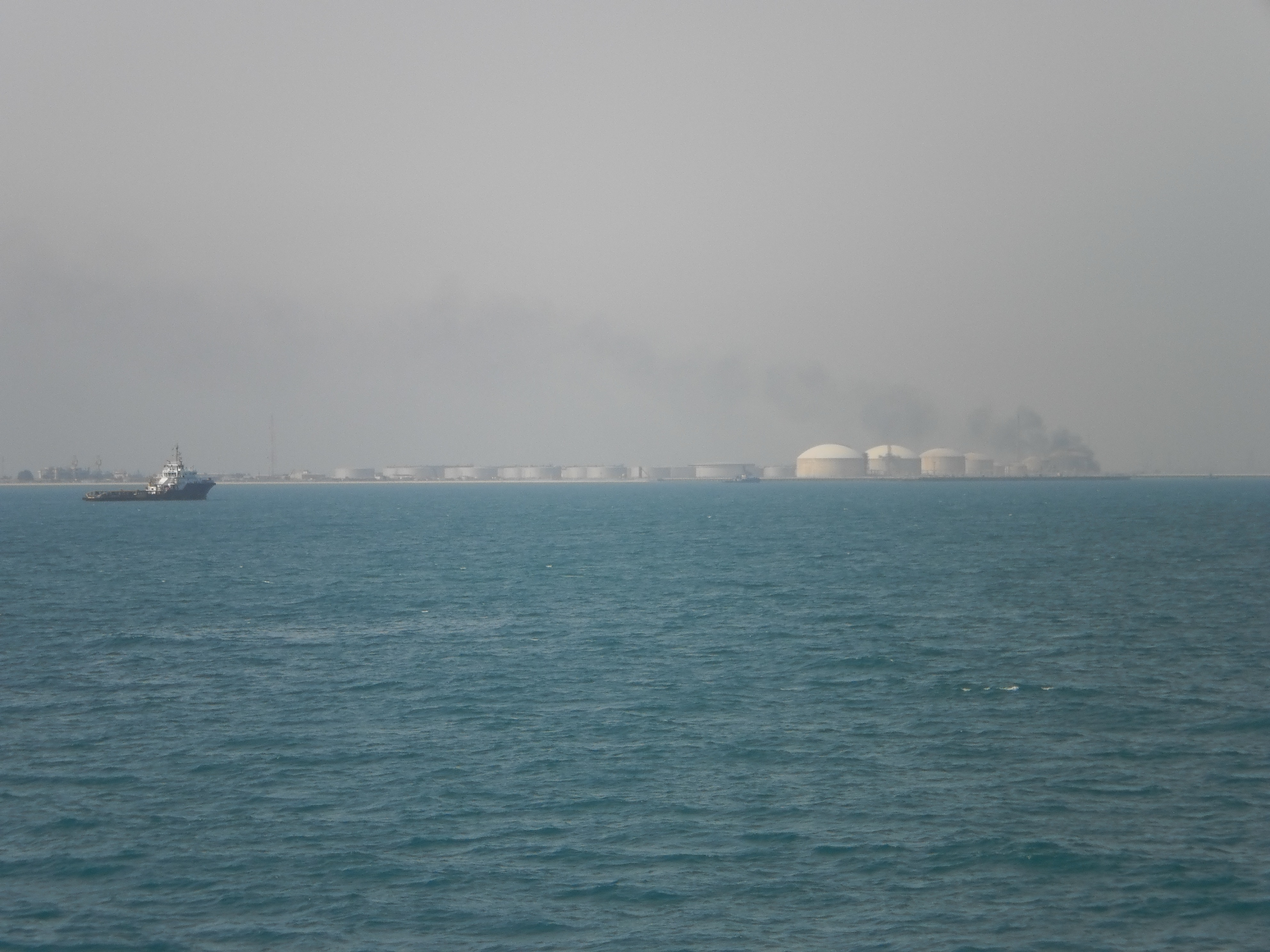
ميناء رأس تنورة
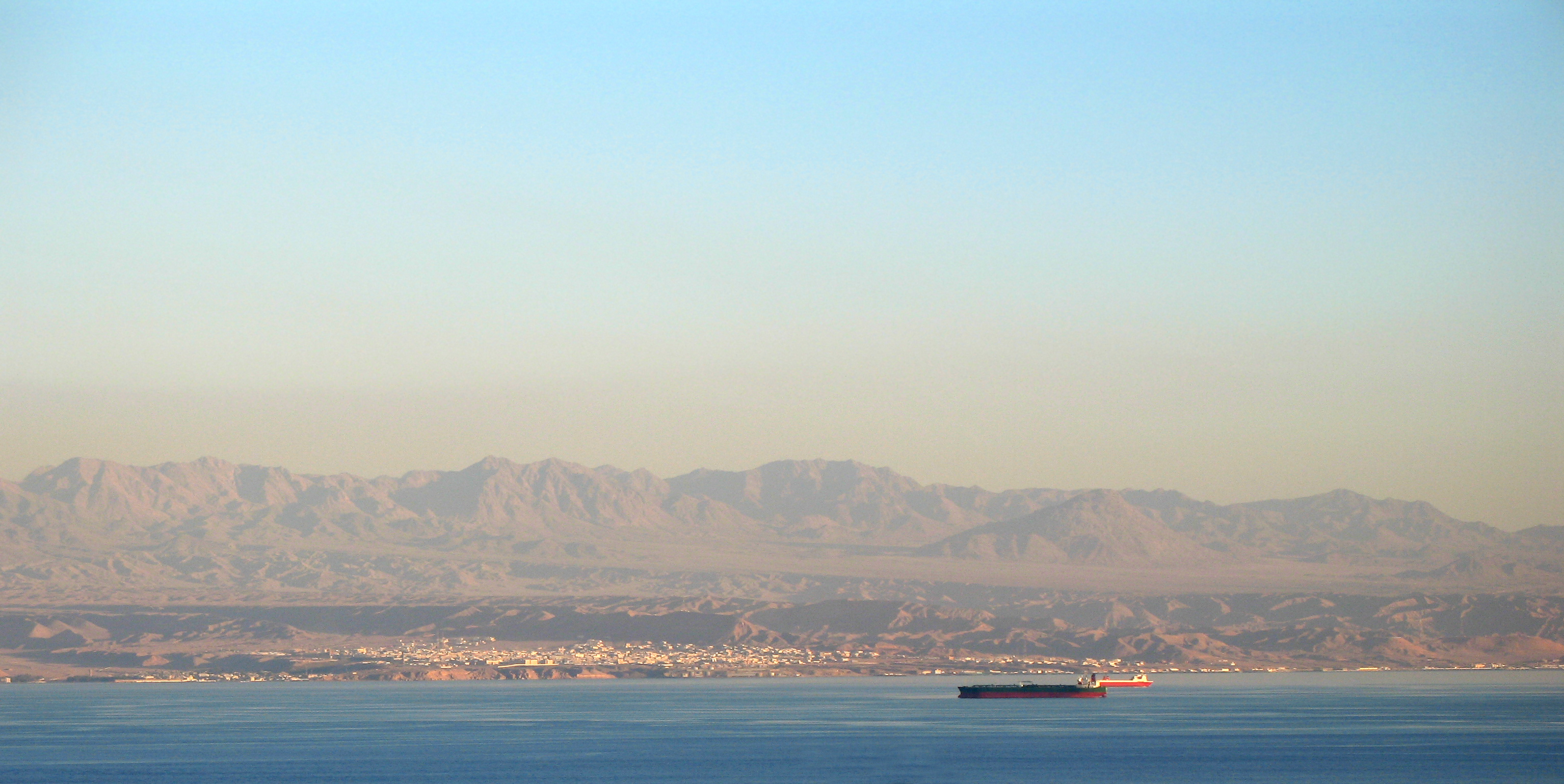
حقل

## تطوير
2021
في ديسمبر 2021م أعلنت الهيئة العامة للموانئ «موانئ»، إضافة خدمة شحن ملاحية جديدة بين المملكة العربية السعودية ودولة جيبوتي عبر شركة «ترانسمار»، الشركة الرائدة في مجال شحن الحاويات، في خطوة مهمة تهدف إلى تعزيز صادرات المملكة من البتروكيماويات في المنطقة، وزيادة عمليات المسافنة وشحن البضائع ونقلها ضمن الموانئ السعودية.
ويأتي إطلاق خدمة الشحن الجديدة بين ميناء جدة الإسلامي وجيبوتي والتي تشمل أكثر من 100 حاوية قياسية أسبوعياً، في سبيل دعم المصدرين وربط وتسهيل التجارة وخدمة كبرى الشركات والاستثمارات في المنطقة، فضلاً عن تعزيز التعاون المشترك والتجارة البينية بين البلدين. كما يأتي ضمن خطط «موانئ» لإحداث نقلة نوعية في صناعة النقل البحري والخدمات اللوجستية، وتعزيز قوة ربط موانئ السعودية مع موانئ دول العالم، بما يسهم في ترسيخ مكانة المملكة كمركز لوجستي عالمي رائد.
2022
في مارس 2022م قامت الهيئة بزيادة الطاقة الاستيعابية ببنية تحتية مطورة ورفع كفاءة خدماتها اللوجستية. بتدشين مستودعات القرية الخامسة والسادسة في ميناء جدة الإسلامي بالتعاون مع شركة "LogiPoint" التابعة لمجموعة سيسكو، بمساحة إجمالية تبلغ أكثر من 43 ألف متر مربع وبقيمة استثمارات بلغت 150 مليون ريال سعودي.
من مميزات القرية الخامسة:
- تمتد على مساحة 24500 متر مربع.
- تشمل إنشاء مساحات مخصصة للتعامل مع البضائع المجمدة والمبردة والجافة والأدوية والمستلزمات الطبية.
- تقديم خدمات وحلول لوجستية للمستفيدين.[15]

من مميزات القرية السادسة:
- مساحتها 18,700 متر مربع.
- تم تصميمها بشكل خاص لتناسب مواصفات أرامكس، المزود المتخصص عالميًا لخدمات النقل والحلول اللوجستية الشاملة في مقرها الشرق الأوسط.
- مُعترَف بها كواحدة من الشركات الرائدة في العالم في مجال شحن الطرود البريدية السريعة.[15]

### 2024
في 15 فبراير 2024 صرّحت الهيئة العامة للموانئ اكتمال أعمال تطوير محطة بوابة البحر الأحمر للحاويات في ميناء جدة الإسلامي باستثمارات قدرها مليار ريال، وذكر ينس فلو الرئيس التنفيذي لشركة محطة بوابة البحر الأحمر إن دمج المحطتين أدى لزيادة مساحة المحطة من 700 ألف متر مربع إلى 1500 متر مربع وزيادة الطاقة الاستيعابية من 2.5 مليون حاوية نمطية إلى 6.2 مليون حاوية نمطية.